# Trólebus de Santos
O sistema de Trólebus de Santos foi inaugurado em 12 de agosto de 1963, e encontra-se em operação nos dias de hoje. A frota foi iniciada com 50 trólebus Fiat Alfa-Romeo Marelli Pistoiese, importados da Itália, com capacidade para 95 passageiros, sendo 52 sentados e 43 em pé, idênticos aos trólebus importados pelo Rio de Janeiro e Salvador.

## Bondes e trólebus
Inicialmente foram inauguradas poucas linhas de trólebus, já que parte do lote de veículos e de equipamentos ficou retido no Porto de Santos durante os primeiros anos de funcionamento do serviço. Além disso, como os bondes circulavam por Santos e pelas características técnicas dos trólebus, o então S.M.T.C. (Serviço Municipal de Transportes Coletivos) instalava linhas de trólebus em ruas e avenidas onde não havia o trânsito de bondes, salvo algumas inevitáveis exceções.
Apesar de tanto os trólebus e bondes serem movidos à eletricidade em corrente contínua, a voltagem dos dois sistemas era diferente: os trólebus utilizam dois fios: o polo positivo e o negativo; já o bonde, o sistema utiliza apenas um fio, o polo positivo, sendo os trilhos, o polo negativo. Então em muitas ruas estreitas não era tecnicamente viável a instalação de bondes e trólebus juntos, devido a grande quantidade de fios que seria necessário. Por isso, as primeiras linhas de trólebus cobriam ruas e avenidas onde não havia bondes. Mas havia alguns pequenos trechos onde havia trólebus e bondes juntos, como na avenida Bartolomeu de Gusmão entre a rua Osvaldo Cruz e avenida Conselheiro Nébias; avenida Washington Luiz, entre as ruas Martim Francisco e Dr. Carvalho de Mendonça; Praça da Independência, e diversos outros locais, onde havia o cruzamento das redes aéreas.
Entre 1963 e 1971 houve uma grande diminuição nas linhas de bondes, culminando com a extinção do serviço em 28 de fevereiro de 1971. Apesar disso, neste período não foi adquirido mais nenhum trólebus, e ao invés disso, foram adquiridos muitos ônibus a diesel de fabricação Mercedes-Benz.
A partir de 1971, Santos apenas contava com ônibus e trólebus em seu transporte coletivo.

## A linha inaugural
A linha 5, a linha inaugural, tinha o seguinte itinerário:
Ida: Rua Martim Afonso, Rua João Pessoa, Rua da Constituição, Praça Padre Champagnat, Rua Carvalho de Mendonça, Av. Washington Luiz, Rua Embaixador Pedro de Toledo, Av. Dr. Epitácio Pessoa, Av. Almirante Cochrane, Praça Visconde de Itaboraí. Volta: Av. Almirante Cochrane, Av. Dr. Epitácio Pessoa, Rua Embaixador Pedro de Toledo, Av. Washington Luiz, Rua Almeida de Moraes,
Rua da Constituição, Rua Bittencourt, Rua Martim Afonso, esquina com Amador Bueno.
O preço da tarifa era a mesma dos ônibus: Cr$ 40,00 (quarenta cruzeiros).

## Cronologia
Em 1963 foi inaugurada a linha 5 em 12 de Agosto.
Em 1964 foi inaugurada a segunda linha, de número 53, no dia 3 de Agosto. Apelidado de "O Trólebus do Orquidário", também seguia pela avenida Washington Luiz, só que seguindo em direção ao José Menino com ponto final junto ao famoso ponto turístico.
Já em 1965, foi inaugurada a terceira linha, de número 54, em 5 de Março, também com itinerário pela avenida Washington Luiz, desta vez com destino ao Ferry Boat.
Em 1966 foi inaugurada a linha 8 de trólebus, no dia 21 de outubro, que englobou o itinerário de três linhas de bonde: 5, 8 e 15, indo até o Macuco, via Mercado.
Em 1.º de dezembro de 1966 os bondes deixavam de circular na avenida Conselheiro Nébias. Desde então, aquela avenida teve a implantação do canteiro central, instalação da rede áerea dos trólebus, nova iluminação, retirada da fiação dos bondes e pavimentação asfáltica na avenida.
No início de 1967, a avenida Conselheiro Nébias teve sua rede aérea de trólebus instalada, inicialmente até a avenida Afonso Pena, sendo à 26 de Janeiro de 1967 inaugurada a primeira linha daquela avenida: a linha 45 - Praça Visconde de Itaboraí (via Afonso Pena).
Em abril de 1967, com a instalação do restante da rede aérea na avenida Conselheiro Nébias, foram inauguradas as linhas 44 - Praia do Boqueirão em 11 de Abril e a linha 4, em 13 de Abril. Com a inauguração da linha 4, foi extinta a linha 54.
Em 6 de Outubro foi inaugurada a linha 40, que também seguia pela avenida Conselheiro Nébias com destino ao Gonzaga até a Praça da Independência. Depois o itinerário desta linha foi estendido até o Orquidário.
Também em 1967 foi instalada a rede aérea de trólebus na Avenida Nossa Senhora de Fátima, e estava prevista a importação de mais 25 trólebus. Porém a municipalidade optou em adquirir ônibus a diesel e a rede aérea nunca foi utilizada, não havendo a importação de trólebus. Apesar disso, a fiação ficou instalada por mais de quatro anos, sem uso.
No ano de 1970 a linha 44 teve seu itinerário estendido até a Praça Coração de Maria, na Ponta da Praia. Naquele mesmo ano foi criada a linha 43, ligando o Orquidário à Ponta da Praia. Esta linha circulava apenas nos Domingos e Feriados e era voltada para o turista. Em novembro, a linha 5 teve seu itinerário modificado, passando pela Praça da Independência.Neste mesmo período a maioria da frota saiu de circulação pois já estavam em mau estado.
Em 1972 o trólebus de prefixo 542 foi convertido a diesel, como protótipo, e ficou em operação durante muitos anos e, juntamente com os demais 49 trólebus italianos percorriam as linhas.
Em 1976 foi criada a Companhia Santista de Transportes Coletivos, C.S.T.C. que substituiu o antigo S.M.T.C.
A linha 45, considerada auxiliar, foi extinta em meados de 1977.
Em 1978 as linhas 40 e 53 foram canceladas devido ao tráfego na contramão na avenida Marechal Floriano Peixoto. Os trólebus remanescentes foram utilizados para a criação linha 50, uma reedição da antiga linha 54 de trólebus (Washington Luiz-Ferry Boat). Na época já era visível a diminuição da frota pelo desgaste de peças e pela ação do tempo.
Em 1979 iniciou-se um programa de revitalização do sistema de trólebus, com a reforma de 25 trólebus FIAT existentes. Durante pouco mais de três anos aos poucos os trólebus foram sendo entregues reformados. Nesta mesma época também foram adquiridos veículos novos, da empresa Marcopolo, no total de 7 unidades, mais um protótipo.
Com o reforço do número de trólebus em circulação, algumas linhas canceladas anteriormente foram sendo reativadas. Em 1985 foram reativadas as linhas 44 e também as com destino ao Orquidário, já utilizando a rua Euclides da Cunha, evitando-se a contramão.
No final dos anos 1980, as linhas de trólebus da avenida Epitácio Pessoa que trafegavam na contramão foram remanejadas para a avenida Bartolomeu de Gusmão.
Em 1987 6 novos trólebus foram adquiridos, da empresa Mafersa.
Em 26 de Janeiro de 1988 a linha 20, que já operada por ônibus comuns, foi eletrificada e no mesmo dia os novos trólebus Mafersa entraram em operação.
Foi também criada uma linha expressa ligando o Orquidário ao Ferry-Boat, a linha 43.
A linha 30, que ligava o Centro ao Gonzaga, via avenida Washington Luiz, operada por ônibus comuns também teve o reforço de trólebus, cujo ponto final era na Praça José Bonifácio.
Foi iniciada a instalação de rede aérea para criação de uma linha de trólebus para a Zona Noroeste, que não chegou a ser completada.
No início dos anos 1990 a C.S.T.C. começava a atravessar grave crise, culminando com a falta de manutenção dos trólebus FIAT, e aos poucos a frota foi se sucateando.
Em Setembro de 1993 foram convertidas para linhas de ônibus comuns as linhas 5, 8, 40, e 53.
Os trólebus deixaram a linha 4 em 1996 quando houve um leilão dos trólebus restantes FIAT e quase todos os trólebus Marcopolo. A frota de trólebus reduziu-se em apenas 6 trólebus Mafersa e 1 trólebus Marcopolo, e a única linha mantida foi a linha 20.
Em 1998 a empresa Viação Piracicabana assume o transporte coletivo na cidade, incluindo os 7 trólebus da linha 20. Em 2005, o trólebus Marcopolo restante sai de operação, havendo 6 trólebus Mafersa.
A linha 20 é operada por 6 trólebus Mafersa e também por veículos a diesel.

## Tombamento
Em 2006 o historiador Waldir Rueda (1966-2011) solicita o tombamento dos trólebus de Santos.

## Trólebus turístico
Em 2008 surge a ideia de preservação dos trólebus de Santos agregando a linha existente ao sistema de bondes turísticos da cidade. Poderão ser utilizados os trólebus Mafersa em operação na cidade para o serviço turístico, em estudos. Além dos trólebus Mafersa, existe uma carroceria de um antigo trólebus FIAT nas dependências da antiga C.S.T.C. e alguns trólebus, desativados do sistema de São Paulo que poderão ser reformados e incorporados à frota turística.

## Dias atuais
Hoje a linha 20 de trólebus é a única linha de trólebus em operação na cidade, com 6 trólebus destinados a operação comercial. A linha conta também com ônibus comuns (a diesel).
Devido às obras de ampliação do Bonde Turístico, o ponto final da Linha 20 foi deslocado da Praça Mauá para a Praça Rui Barbosa, em setembro de 2008, já que a nova linha de bondes passará justamente por onde era o ponto final do trólebus.
Em outubro de 2009, depois de concluída a rede aérea dos bondes, os trólebus da linha 20 voltaram a fazer ponto inicial na Praça Mauá novamente.
A prefeitura de Santos acenou com a possibilidade de haver uma linha de trólebus turísticos, ainda a ser definida.Pechini (discussão) 17h19min de 22 de agosto de 2010 (UTC)
A Linha 20 opera normalmente ligando as duas principais praças do município que simbolizam o comércio do centro de santos e o da orla no bairro do Gonzaga, ou seja a Praça Mauá no centro e a Praça da Independência no bairro do Gonzaga. Sendo seu ponto final em ambas as praças.